# Heavy as a Really Heavy Thing
Heavy as a Really Heavy Thing – debiutancki album studyjny kanadyjskiego zespołu muzycznego Strapping Young Lad. Wydawnictwo ukazało się 4 kwietnia 1995 roku nakładem wytwórni muzycznej Century Media Records. Materiał był promowany teledyskiem do utworu "S.Y.L.", który wyreżyserował Blair Dobson.
Według raportu Nielsen SoundScan do kwietnia 2002 roku płyta znalazła niewiele ponad 7 tys. nabywców w Stanach Zjednoczonych.

## Lista utworów
Opracowano na podstawie materiału źródłowego.
1. "S.Y.L." - 04:47
2. "In the Rainy Season" - 04:37
3. "Goat" - 03:30
4. "Cod Metal King" - 05:08
5. "Happy Camper (Carpe B.U.M.)" - 03:01
6. "Critic" - 04:08
7. "The Filler - Sweet City Jesus" - 05:24
8. "Skin Me" - 03:30
9. "Drizzlehell" - 03:10
10. "Satan’s Ice Cream Truck" - 06:07

## Twórcy
Opracowano na podstawie materiału źródłowego.
Zespół Strapping Young Lad w składzie
- Devin "Nived" Townsend – gitara, instrumenty klawiszowe, wokal prowadzący, produkcja muzyczna, miksowanie, edycja cyfrowa, oprawa graficzna

| Dodatkowi muzycy - Adrian White, Chris Bayes, Smokin' Lord Toot – perkusja - Jed Simon – gitara - Chris Meyers – instrumenty klawiszowe - Greg Price – programowanie perkusji - Stooly, E. Val Yum – wokal wspierający - Ashley Scribner – gitara basowa |  | Produkcja - Clair Bellybaba, Blair Calibaba – inżynieria dźwięku - Greg Reely – miksowanie, edycja cyfrowa - Jason Mausa – miksowanie - Jamie Meyers – edycja cyfrowa - Doctor Skinny – miksowanie - Rod Michaels – inżynieria dźwięku - Tania Rudy, Byron Stroud – zdjęcia - Robert Lowden – oprawa graficzna - Brian Gardner – mastering |